# Rödersdorf (Göschitz)
Rödersdorf ist ein Ortsteil von Göschitz im Saale-Orla-Kreis in Thüringen.

## Geografie
Rödersdorf liegt östlich der Bundesstraße 2 und westlich von Göschitz auf einer wannenartigen Hochebene des Südostthüringer Schiefergebirges.
Die Gemarkung ist aber kupiert und westlich der Gemarkung meist bewaldet.

## Geschichte
Die urkundliche Ersterwähnung von Rödersdorf fand bereits am 5. November 1198 statt. Die landwirtschaftliche Entwicklung im Ort unterlag auch dem ostdeutschen Weg bis in die heutige Zeit.

## Sehenswürdigkeiten
Die Kirche St. Jodocus zu Rödersdorf besitzt zahlreiche Kunstdenkmäler aus vorreformatorischer Zeit. Zu den bedeutendsten Kunstschätzen der Kirche gehört der sogenannte Tetzelkasten, eine etwa 2,50 Meter lange und 50 Zentimeter dicke Einbaumtruhe mit schweren Eisenbeschlägen, in der einst sakrale Gegenstände und Geld aufbewahrt wurden. Die Truhe wird auf das 14. Jahrhundert datiert, das Führungsblech und das Kastenschloss stammen aus der Zeit um 1500.

## Persönlichkeiten
- Eduard Meyer (1804–1867), deutscher Pfarrer und Politiker, Pfarrer in Rödersdorf